# Stacey Dales
Stacey Anne Dales, coniugata Schuman (Collingwood, 5 settembre 1979), è un'ex cestista canadese, professionista nella WNBA.

## Carriera
È stata selezionata dalle Washington Mystics al primo giro del Draft WNBA 2002 (3ª scelta assoluta).
Con il Canada ha disputato i Giochi olimpici di Sydney 2000 e due edizioni dei Campionati americani (2001, 2003).